# Cápamese
A Cápamese (eredeti cím: Shark Tale) 2004-ben bemutatott amerikai 3D-s számítógép-animációs film, amely a DreamWorks 9. filmalkotása. A film a víz alatt, a halak világában játszódik, melynek főhőse egy kishal, akinek az élete fenekestül felfordul, mikor azt hazudja, hogy megölt egy cápát. A filmet Vicky Jenson, Bibo Bergeron és Rob Letterman hármas rendezte, s főbb szerepekben olyan színészek hallhatók, mint Will Smith, Robert De Niro, Renée Zellweger, Angelina Jolie és Jack Black. Az animációs játékfilm producerei Bill Damaschke, Janet Healy és Allison Lyon Segan. A forgatókönyvet Michael J. Wilson és Rob Letterman írta, a zenéjét Hans Zimmer szerezte.
Amerikában 2004. október 1-jén, Magyarországon 2004. október 28-án mutatták be a mozikban.
Bár a Cápamese a kritikusok tömegétől egyaránt negatív értékelést kapott, a film már a nyitóhétvégén 47,6 millió dolláros
bevételt hozott, s a Dreamworks második legjobb filmjei között szerepelt, a Shrek 2. mögött. Rövidesen az egész Egyesült Államokban és Kanadában is a legjobb filmek között végzett, a második és a harmadik hétvégén is tartotta a 367 millió dolláros bevételt, világszerte pedig 75 millió dollárt hozott. Továbbá a film Oscar-díj jelölést is kapott, a "Legjobb Animációs Film" kategóriában.

## Cselekmény
Oszkár, csóró vakard-hal a helyi Bálnamosóban nyelvvakaróként gürcölve tölti mindennapjait, miközben gazdagságról és hírnévről álmodozik, és, hogy egy nap felkerül majd a Korál csúcsára, ahol azok élnek, akik "igazán számítanak". Oszkár legjobb barátja Angie, aki szintén a Bálnamosóban dolgozik, és szerelmes is belé, de nem meri neki bevallani az érzéseit. Oszkár hatalmas bajban van, több ezer halpénzes adósságot halmozott fel a főnökénél, Sykes-nál, aki most törleszteni akar, ezért két verőemberéhez, Ernie-hez és Bernie-hez, a laza medúzaikrekhez fordul, hogy szorongassák meg egy kicsit Oszkárt. Sykes-nak valójában azért van szüksége a pénzre, hogy védelmi biztosítást tudjon fizetni korábbi üzlettársának, a Korál nagy fehér főnökének, a rettegett Don Linónak, hogy továbbra is fent tudja tartani vállalatának biztonságát. Oszkár kétségbe esik, mivel csupán egy napja van, hogy visszafizesse minden tartozását különben vége. Angie, hogy segítsen neki, odaadja Oszkárnak a nagymamájától kapott igazgyöngyét, amelyből ki tudja fizetni a szükséges összeget. Eközben Don Lino a visszavonulására készül, és hogy a családi váltakozást átadja két fiának, Frankinek és Lennynek. Míg idősebbik fivére Franki, vérbeli kegyetlen ragadozó, olyan cápa, akire büszke lehet az apja, Lenny, más mint a többiek (ugyanis vegetáriánus) és képtelen lenne ártani, akárcsak egy élőlénynek is. Don Lino azonban semmikép sem törődik bele, hogy a fia mássága árnyékot vessen rá, ezért Lennyt Frankei gondjaira bízza, hogy tanítsa meg rá, hogy él egy igaz cápa.
Oszkár elmegy a lóverseny ügetőre, a Sykes-al megbeszélt találkozóra, hogy átadja neki a pénzt, ám miközben odafelé tart, meghallja, hogy egy új csikóhal indul a futamon, aki biztos befutó, s kétszáz fizet az egyhez. Oszkáron úrrá lesz
a vagyon utáni sóvárgás, és hogy imponáljon egy feltűnően gyönyörű hallánynak, Lolának, az összes pénzt felteszi a Mázlista nevű csikóra. Azonban megérkezik Sykes, aki mikor tudomást szerez Oszkár szándékáról, dühös lesz, s nyilvánosan szégyenbe hozza őt Lola előtt, aki mikor ráeszmél, hogy Oszkár csak egy jelentéktelen melós, többé tudomást se akar szerezni róla. Amikor elkezdődik a verseny, az Oszkár által megtett Mázlista kezdetben csak bukdácsol, de idővel az élre tör és átveszi a vezetést – egészen addig, míg az utolsó pillanatban fel nem bukik a cél előtt és elveszti a versenyt. Sykes szörnyű haragra gerjed, és megparancsolja Ernie-nek és Bernie-nek, hogy vigyék Oszkárt az óceán fenekére és ott intézzék el.
A két medúza meg is teszi, az óceán mélyén lekötözik Oszkárt és azzal szórakoznak, hogy a csápjaikkal különböző csípéseket gyakorolnak rá, ám megzavarják őket a közelben ólálkodó cápák, és olajra lépnek. Franki, látva a fenéken vergődő Oszkárt, arra biztatja Lennyt, hogy egye meg, de Lennynek megesik a szíve a szegény kishalon, így elengedi őt, miközben úgy tesz, mintha megette volna. Franki azonban rájön a cselre, s ő maga veszi üldözőbe Oszkárt, hogy felfalhassa. Már majdnem be is kapja, mikor hirtelen egy hatalmas vasmacska ereszkedik le a felszínről, ami Frankire zuhan. Lenny megszabadítja őt a horgony súlyától, de Franki végül öccse uszonyai között kileheli lelkét. Lenny hibásnak érzi magát, és félve attól, hogy a családja mit szól majd, úgy dönt világgá szökik. Az élettelen cápatest mellett maradt Oszkárról pedig mindenki úgy hiszi ő maga ölte meg a cápát. Hamarosan az egész Korálon hősként tekintenek rá a tette miatt, a Cápaölő nevet adják neki, s a Koráll hivatalos védelmezőjének nevezik ki. Oszkár ettől kezdve mindent megkap, amiről csak álmodott: sikert, hírnevet, vagyont, és felkerül a Koráll csúcsára, egy hatalmas penthouse-i villába, ráadásul népszerűsége révén Lola kegyeibe is sikerül visszaférkőznie. Azonban Don Lino véres bosszút akar állni azon, aki elvette a fia életét, s mikor tudomást szerez a Cápaölőről, megfogadja, hogy elkapja és megöli őt, bármibe is kerül.
A hazugságra akkor kezd fény derülni, mikor Oszkár bújtatni kezdi, a kóborló utakra tévedt Lennyt, aki a történtek miatt nem mer az apja szeme elé kerülni. Rövidesen rájön, hogy Lenny kinek is a fia valójában, és hogy Don Lino cápái a Cápaölő nyomában vannak, hogy levadásszák őt. A helyzetet tovább bonyolítja, hogy Angie is rájön az igazságra, a szemfüles Lennytől.
Hogy a további következményeket elkerüljék Oszkár és Lenny egy tervet eszel ki: nyilvánosan megrendezik a Cápaölő és a vérszomjas cápa nagy csatáját az egész Korall szeme láttára. A jelenetnek szemtanúi lesznek Lino cápái is, akik ezt látva úgy hiszik, hogy a Cápaölő Lennyvel is végzett, s rémülten hagyják el a Korállt. Az óriási haltömeg kitörő ujjongással ünnepli a hős Oszkárt, egyedül Angie csalódott, különösen, mikor megpillantja igaz szerelmét egy másik lánnyal csókolózni. Később emiatt vitába is keveredik Oszkárral, s végül bevallja neki, hogy mit érez iránta, de elmondja, hogy a hazugságai miatt csalódás lett a számára. Oszkár magába fordulva elgondolkozik, rádöbben mi is számára igazán a fontos, s ezen felismerése alapján végül szakít Lolával, akiről kiderül csöppet sem olyan, mint amilyennek látszik; durván megfizet udvarlójának, amiért dobta.
Oszkár másnap meg akarja ajándékozni Angiet és szerelmet vallani neki, de helyette csak egy üzenetet talál Lino cápáitól, hogyha viszont akarja látni Angeit, jelenjen meg a tárgyaláson a cápák főhadiszállásán, egy rozzant tengeralattjárón. Oszkár Sykes és a delfinnek álcázott Lenny társaságában megy el a gyűlésre, ahol feszülté válik a hangulat. Don Lino látszólag zsarolni akarja Oszkárt a fogságban tartott Angievel, Oszkár azonban megjátssza magát és Lennyt utasítja, hogy egye meg, aki azonban nem bírja ki a halízt a szájában, így kiköpi. Lino végül felismeri a fiát, akinek jellemváltozását és eltűnésért szintén Oszkárt hibáztatja s vadul üldözőbe veszi, hogy végleg elintézze. A hajsza a Bálnamosóban ér véget, ahol Oszkár szemtől-szembe kerül Linóval. Ádáz harc veszi kezdetét, melyből végül Oszkár kerül ki győztesként, aki csapdába ejti Linót a mosóban (és tévedésből Lennyt is.) Újra mindenki a Cápaölőt ünnepli hősként, de Oszkár végül bevallja az igazat, s szavaival még a nagy Dont is sikerül meggyőznie, hogy szeresse a fiát olyannak, amilyen, aki felülkerekedve méltóságán bocsánatot kér Lennytől, és megöleli őt. Oszkár végre elmondhatja az érzéseit Angeinek, és megcsókolja. A megható jelenetet végignézi az egész Koráll, ahol végül Don Lino kijelenti, hogy a cápák és halak között mostantól "nincs gáz".
Nem sokkal később Oszkár lesz a Bálnamosó társtulajdonosa Sykes-al együtt (ami mostantól cápáknak is nyitva áll), s őrült zenés bulizás veszi kezdetét, Angie és Oszkár pedig egy párrá válnak, és elkezdik új boldog életüket.

## Szereplők
| Szereplő           | Szereplő             | Eredeti hang       | Magyar hang       | Fajtája            |
| magyarul           | angolul              | Eredeti hang       | Magyar hang       | Fajtája            |
| ------------------ | -------------------- | ------------------ | ----------------- | ------------------ |
| Oszkár             | Oscar                | Will Smith         | Gáspár András     | ajakoshal          |
| Don Lino           | Don Lino             | Robert De Niro     | Reviczky Gábor    | nagy fehér cápa    |
| Angie              | Angie                | Renée Zellweger    | Kiss Eszter       | császárhal         |
| Lenny              | Lenny                | Jack Black         | Molnár Levente    | nagy fehér cápa    |
| Lola               | Lola                 | Angelina Jolie     | Orosz Helga       | tűzhal             |
| Sykes              | Sykes                | Martin Scorsese    | Rosta Sándor      | gömbhal            |
| Ernie              | Ernie                | Ziggy Marley       | Forgács Gábor     | medúzák            |
| Bernie             | Bernie               | Doug E. Doug       | Fekete Zoltán     | medúzák            |
| Franki             | Frankie              | Michael Imperioli  | Sztarenki Pál     | nagy fehér cápa    |
| Luca               | Luca                 | Vincent Pastore    | Uri István        | nyolckarú polip    |
| Don Ira Feinberg   | Don Ira Feinberg     | Peter Falk         | Végvári Tamás     | leopárd cápa       |
| Katie Current      | Katie Current        | Katie Couric       | Liptai Claudia    | aranyhal           |
| Gyogyós Joe        | Crazy Joe            | David P. Smith     | Varga Tamás       | remeterák          |
| Fiatal halacskák   | Shortie              | Bobb’e J. Thompson | Baráth István     | halacskák          |
| Fiatal halacskák   | Shortie              | Kamali Minter      | Jelinek Márk      | halacskák          |
| Fiatal halacskák   | Shortie              | Emily Lyon Segan   | Kántor Kitty      | halacskák          |
| Bolttulajdonos     | Prawn Shop Owner     | Phil LaMarr        | Bácskai János     | kék garnélarák     |
| Giuseppe           | Giuseppe             | Lenny Venito       | Szélyes Imre      | pörölycápa         |
| Nagy fehér cápa #1 | Great White Shark #1 | Lenny Venito       | Harmath Imre      | nagy fehér cápák   |
| Nagy fehér cápa #2 | Great White Shark #2 | James Madio        | Nagy Gábor        | nagy fehér cápák   |
| Pörölycápa         | Hammerhead           | James Madio        | N/A               | pörölycápa         |
| Nagy fehér cápa #3 | Great White Shark #3 | Frank Vincent      | N/A               | nagy fehér cápák   |
| Nagy fehér cápa #4 | Great White Shark #4 | Sean Bishop        | N/A               | nagy fehér cápák   |
| Gyilkos bálna #1   | Killer Whale #1      | Sean Bishop        | Bognár Tamás      | kardszárnyú delfin |
| Bálna              | Whale                | Sean Bishop        | Schneider Zoltán  | bálna              |
| Borravalós halak   | Tip Fishes           | Sean Bishop        | Albert Péter      | N/A                |
| Borravalós halak   | Tip Fishes           | Steve Alterman     | Forgács Gábor     | N/A                |
| Hírnökhal          | Messenger Fish       | Steve Alterman     | Gardi Tamás       | N/A                |
| Gyilkos bálna #2   | Killer Whale #2      | David Soren        | Papucsek Vilmos   | kardszárnyú delfin |
| Garnélarák         | Shrimp               | David Soren        | Szokol Péter      | garnélarák         |
| Kukac              | Worm                 | David Soren        | Szokol Péter      | földigiliszta      |
| Tengeri csillagok  | Starfishes           | David Soren        | Katona Zoltán     | tengericsillagok   |
| Tengeri csillagok  | Starfishes           | James Ryan         | Csatlós Vilmos    | tengericsillagok   |
| Tengeri csillagok  | Starfishes           | James Ryan         | Csizmadia Gergely | tengericsillagok   |
| Tengeri csillagok  | Starfishes           | James Ryan         | Szuchy Péter      | tengericsillagok   |
| Osztriga           | Oyster               | James Ryan         | Damu Roland       | osztriga           |
| Pénztáros          | Cashier              | James Ryan         | Kardos Gábor      | N/A                |
| Bohóchal           | Clown Whale          | James Ryan         | N/A               | bálna              |
| Motown-os teknős   | Motown Turtle        | Jenifer Lewis      | Simon Eszter      | tengeri teknős     |
| Pontrelli          | Pontrelli            | Saverio Guerra     | Fehér Péter       | N/A                |
| Mrs. Sanchez       | Mrs. Sanchez         | Shelley Morrison   | Harmath Ilona     | N/A                |
| Taxishal           | Taxi Fish            | David Yanover      | Kossuth Gábor     | N/A                |
| Bemondó            | Announcer            | Mark Swift         | Orosz István      | –                  |

További magyar hangok: Ábrahám Ágnes, Albert Gábor, Bauer Eszter, Bolla Róbert, Bordi András, Garai Róbert, Garamszegi Gábor, Hegedűs Miklós, Kajtár Róbert, Kapácsy Miklós, Koffler Gizi, Kossuth Gábor, Morvay Bence, Papucsek Vilmos, Rékai Nándor, Riha Zsófi, Simon Aladár, Szűcs Kinga, Végh Ferenc, Vizy György

## Fogadtatás

### Kritikai fogadtatás
A kritikusok fogadtatása többnyire negatív volt, a film 36%-kal teljesített Rotten Tomatoes oldalán, és összesen 48-cal pedig a Metacriticon.
John Mancini, az Italic amerikai intézet alapítója ellenezte a Cápamesét, az olasz-amerikaiak negatív sztereotípiája miatt a filmben.
Az American Family Association keresztény-konzervatív szervezet, akik szintén a film ellen érveltek, arra utalva, hogy a Cápamese burkolt célja, hogy a fiatalokkal is elfogadtassa a melegek jogait.
Roger Ebert, kritikus négy csillagot adott a filmnek, ezzel a megfigyeléssel: "Mivel a Cápamese célközönsége feltehetően a gyerekek és a fiatal tinédzserek, közülük hányan látták, A Keresztapát, amelyre nagyrészt a film humora épül? Nem csak a film néhány karaktere és párbeszéde vált ismertté a köztudatban. De az furcsa, hogy egy gyereknek szóló filmben, egy 1972-es gengszterfilm paródiája alapul." Ebert maga is, úgy vélte, hogy a fiatalabb nézők, nem élveznék, annyira a felnőtt karaktereket és felnőtt problémákat, mint a bonyolult szerelmi háromszög, és hogy a főszereplőnek adósságát kell törleszteni a nagyfőnökénél, így a filmet összehasonlította a sokkal sikeresebb, szintén halakról szóló Némó nyomában-al, mely Ebert véleménye szerint sokkal egyszerűbb cselekménnyel szolgál, mellyel a közönség jobban tud azonosulni.
Azonban Richard Roeper megjegyezte, hogy bár a filmnek nincs semmilyen köze a Pixar Némó nyomában-jához, a Cápamese olyan film, amit mindenképpen érdemes megnézni.

### Box office
Összességében a film 160,861,908 dolláros bevételt hozott Észak-Amerikában, és nemzetközileg is meghaladta 206.413.111 dolláros bevételt, világszerte pedig 367.275.019 dollárt hozott.

## Érdekességek
- A film eredeti munkacíme Sharkslayer (vagyis Cápaölő) volt, később változtatták meg Cápamesére.
- A film elkészítése előtt az alkotók egy remake, vagy egy spin-off formájában akarták elkészíteni a filmet a Némó nyomában-al, ezt az ötletet azonban később mégis elvetették, és egy saját történetet dolgoztak ki.
- A filmben látható halváros, egyértelműen a Nagy-korallzátonyon játszódik. Bár a nevéről nem esik szó, csak "Korálként" említik, alkata erősen emlékeztet New York nagyvárosára, az óriási digitális reklámtáblák és forgalmas haltömegek, illetve a metrókat parodizáló tengeri homárok révén.
- A Cápamese a Dreamworks legsikeresebb animációs filmjei közt szerepel a Shrek és a Madagaszkár mellett.
- A filmben számos utalás látható A Keresztapára, különösen Don Lino karaktere, akit egy az egyben az eredeti film szereplőjéről mintáztak. Az egyik jelenetben Oszkár meg is említi "Ő a keresztapa, vagy mi?", mire Lenny igennel felel. Robert De Niro, Lino megszólaltatója, szintén ugyanezt a szerepet játszotta a film második részében.
- Lenny első megjelenése alatt a nagy fehér cápa belépője hallható. Később Lenny azt mondja, hogy ez a szám totál kikészíti, mire Franki így felel: "Hogy-hogy? Ez a főcímdalunk!"
- A nyitójelenetben néhány turista hal fényképezkedik a Hírességek Sétányán, ami eredetileg Los Angeles-ben található. A sétányon néhány tengericsillag sorolja egy-két hírességnek a nevét, mint Kagyló Crowe (Russell Crowe), Jessica Rákson (Jessica Simpson), Tőkehal Stewart (Rod Stewart) és Seal, akinek a csillagára ráugrik egy fóka, mivel angolul az énekes neve fókát jelent.
- Abban a jelenetben, mikor Sykes a tápláléklánc menetét magyarázza Oszkárnak, Oszkár fajtája a láncszem legalján, csak a bálnaürülék után következik. Az ajakoshalak eredetileg a gerincesek osztályába tartoznak, vagyis apróbb planktonevő halak közt helyezkednek el a táplálékláncban. A filmbeli feltűnés teljesen logikátlan, csupán humoros oldala van, és Oszkárnak a történet szempontjából jelentéktelenségét emeli ki.
- Amikor Oszkár és Lenny megrendezett ál-harcukat vívják, Lenny véletlenül bekapja Oszkárt, aki erre így szól: "Pinokkió vagyok!" Ez egyfajta utalás a Pinokkió híres bálna-lenyelés/felfalás jelenetére.
- Ugyanennél a jelenetnél, mikor Oszkár drámaian kilép Lenny szájából, ezeket mondja: "Nem szórakoztok jól? Nem bírtok az igazsággal? Most jön majd a java!" Ezek egyenként, mind egy-egy Tom Cruise filmben hangzanak el, amely utal A Gladiátorra, az Egy becsületbeli ügyre és a Jerry Maguire-re.
- Amikor Oszkár a Korállt járja, látható néhány híres terméklánc halasított átnevezési, mint a Burger King Fish King névvel, és a Coca-Cola, Coral Colaként. Mindegyiknek a reklámarcai helyére Oszkárt helyettesítették.
- Az eredeti változatban a cápák főhadiszállása az RMS Titanic.
- A filmben szereplő Katie Current-et, a helyi tévériportert, az alkotók Kattie Couric amerikai tévériporterről, mintázták (ő is alakítja). Továbbá a film ausztrál kiadásában Tracy Grimshaw, a Today házigazdája adja a szereplő hangját, míg az Egyesült Királyságban Fiona Phillips a GMTV munkatársa szólaltatja meg.
- A film legelején, A Dreamworks logója, a félholdon üldögélő fiú bedobja a pecabotját a vízbe, melynek a végén egy giliszta fityeg. Ez volt az első alkalom, hogy a Dreamworks a filmjeihez felhasználta az emblémáját, így a későbbi filmekben, mint a Kung Fu Pandában vagy a Mézengúznál is feledzhetők efféle hasonlóságok, az adott filmmel, vagy a film szereplőivel kapcsolatban.
- A film főcímdalát, a Car Wash-t Christina Aguilera és Missy Elliott énekli, akik a film végén hal és medúzaként tűnnek fel.
- A stáblista végi jelenetben Lola, a Korál csúcsán lévő penthouse-ban próbál visszaférkőzni Oszkár kegyeibe, de Oszkár helyett a nevéből is utaló Gyogyós Joe nevű remeterákra bukkan, aki egy rózsával a szájában várt rá.

## Televíziós megjelenések
- TV2, Film+, RTL Három
- FEM3, Paramount Channel, Comedy Central Family